# Lazarus Phillips
Lazarus Phillips OBE, QC (geboren am 10. Oktober 1895 in Montreal; gestorben am 30. Dezember 1986) war ein kanadischer Rechtsanwalt, Politiker und Kunstsammler.

## Leben
Lazarus Phillips kam 1895 als siebtes von acht Kindern des Ephraim Fischel (Fishel) Phillips (ursprünglich Porozniewski) und seiner Frau Dora (D’vorah, Deborah), geborene Cohen, in Montreal zur Welt. Seine Eltern kamen als jüdische Einwanderer aus dem Russischen Kaiserreich (Litauen) nach Kanada. Seine schulische Ausbildung begann er an der Aberdeen School in Montreal und besuchte danach die Montreal High School. Anschließend begann er ein Studium der Rechtswissenschaften an der McGill University in Montreal. Gegen Ende des Ersten Weltkrieges war er mit der Canadian Expeditionary Force im Osten von Sibirien im Einsatz. Nach seiner Rückkehr nach Kanada schloss er 1918 sein Jurastudium mit dem Bachelor of Civil Law ab. 1920 wurde er Mitglied in der Anwaltskammer Barreau du Québec. Als niedergelassener Anwalt war er Seniorpartner der in Montreal ansässigen Kanzlei Phillips and Vineberg (heute Davies Ward Phillips & Vineberg).
Phillips gehörte der Liberalen Partei Kanadas an. Bei den Nachwahlen zum kanadischen Unterhaus 1943 kandidierte er für den Wahlbezirk Cartier, unterlag jedoch dem kommunistischen Bewerber Fred Rose. 1968 wurde er Mitglied des kanadischen Senats für die Division de Rigaud in Québec. Er zog sich 1970 aus der Politik zurück. Weiterhin engagierte er sich in verschiedenen gesellschaftlichen Bereichen. So war er beispielsweise Präsident der jüdischen Schule United Talmud Torahs of Montreal. Zudem arbeitete er im Direktorium der Royal Bank of Canada und war später deren Vizepräsident. 
Lazarus Phillips heiratete 1923 Rosalie Idelson. Aus dieser Ehe gingen die beiden Söhne Neil Franklyn Phillips (1924–1997) und Ivan Edward Phillips (1934–2022) hervor. Lazarus und Rosalie Phillips trugen zusammen eine bedeutende Kunstsammlung mit Gemälden des französischen Impressionismus und Werken des frühen 20. Jahrhunderts zusammen. Den Grundstein legte hierbei Rosalie Phillips, die Anfang der 1950er-Jahre die ersten fünf Werke von einer Reise nach Paris mitbrachte. In den folgenden rund 15 Jahren erwarben sie gemeinsam Kunstwerke bei Händlern in Paris, London und New York. Hierzu gehörten Gemälde wie das Stillleben mit Purro von Henri Matisse, Studien von Pierre Renoir, seiner Mutter, Aline Charigot, Aktdarstellungen und Landschaft von Pierre-Auguste Renoir und Frau mit blauer Schleife von Édouard Manet. Weitere Werke der Sammlung waren La Crête du Chou, Pontoise und Pommiers à Éragny von Camille Pissarro sowie die Gemälde Die Küste von Orgemont und Fischgrund bei Pourville von Claude Monet. Hinzu kamen Werke auf Papier von Künstlern wie Suzanne Valadon und Henri de Toulouse-Lautrec.

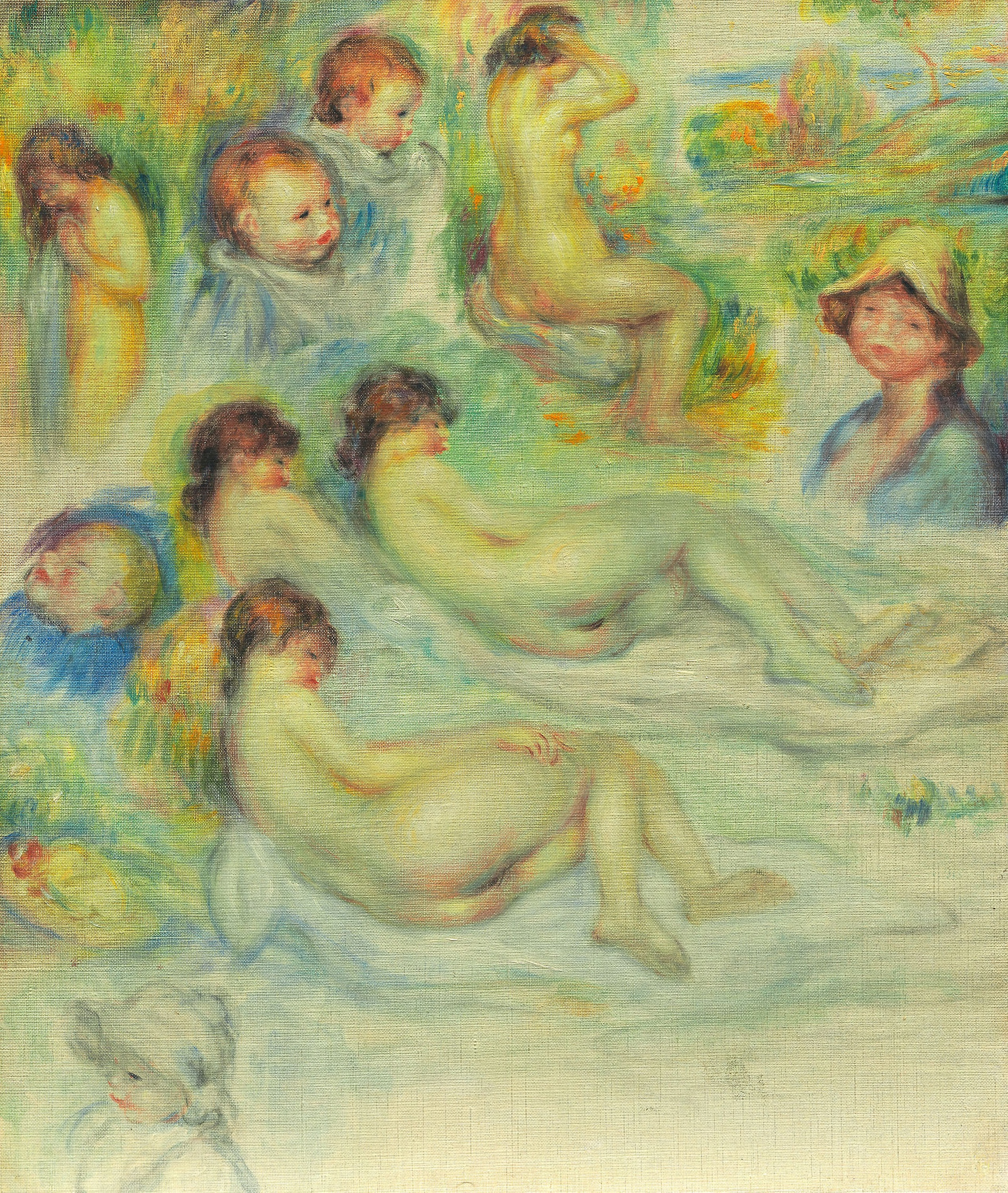
Pierre-Auguste Renoir: Studien von Pierre Renoir, seiner Mutter, Aline Charigot, Aktdarstellungen und Landschaft
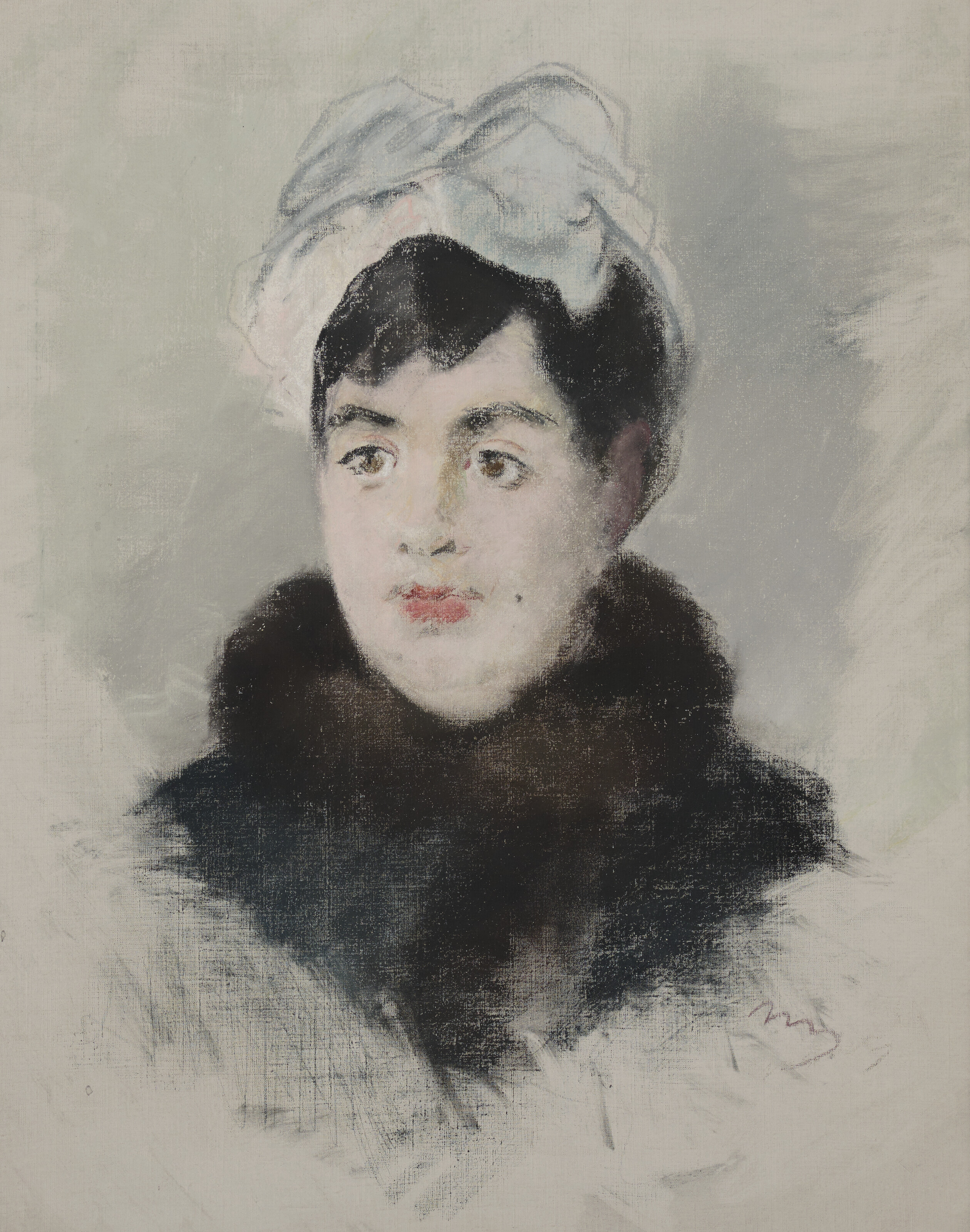
Édouard Manet: Frau mit blauer Schleife
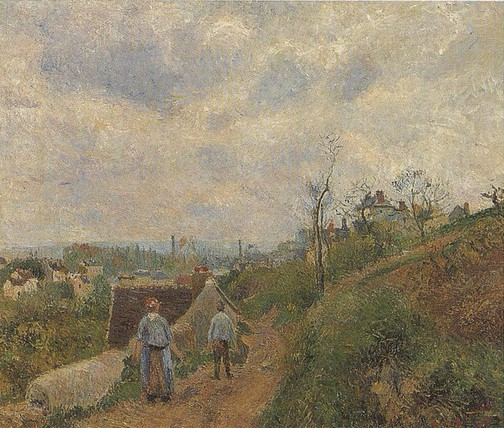
Camille Pissarro: La Crête du Chou, Pontoise
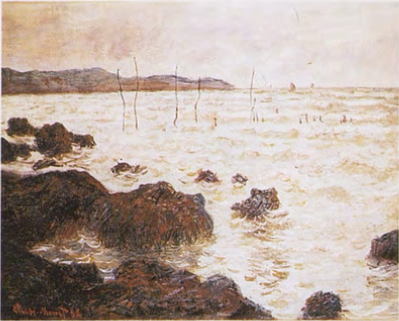
Claude Monet: Fischgrund bei Pourville

Die beiden Söhne des Paares sammelten seit Mitte der 1960er-Jahre ebenfalls Kunst und wurden dabei teilweise von dem Kunsthistoriker John Rewald beraten. Die später zusammengeführten Sammlungen wurden als Phillips Family Collection bekannt. Nach dem Tod der beiden Brüder gaben die Erben Werke der Sammlung Phillips 2023 im Auktionshaus Christie’s zur Versteigerung. Bereits 1983 stiftete die Familie Renoirs Studien von Pierre Renoir, seiner Mutter, Aline Charigot, Aktdarstellungen und Landschaft dem Art Institute of Chicago.
Zu Ehren von Lazarus Phillips wurde der Lehrstuhl Senator Lazarus Phillips Chair in General History  an der Fakultät für jüdische Studien an der Bar-Ilan-Universität gestiftet.